# باربرا هاي
باربرا هاي (بالإنجليزية: Barbara Hay)‏ هي دبلوماسية بريطانية، ولدت في 20 يناير 1953.